# Società Sportiva Juve Stabia 2020-2021
Questa voce raccoglie le informazioni riguardanti la Società Sportiva Juve Stabia nelle competizioni ufficiali della stagione 2020-2021.

## Stagione
Dopo una sola stagione trascorsa in cadetteria, che le vespe avevano riconquistato dopo cinque anni d'assenza e pertanto culminata con l'immediata retrocessione in Serie C, la società campana per la stagione 2020-2021 decide di affidare la guida tecnica a Pasquale Padalino dopo le dimissioni di Fabio Caserta avvenute a fine stagione scorsa. Disputa l girone C di Serie C, raccogliendo 61 punti con il sesto posto finale. Nel primo turno dei Play-off pareggia (1-1) con la Casertana, ma passa il turno per il miglior piazzamento in campionato, nel secondo turno incrocia il Palermo, che vince al Menti (0-2). Per questa stagione non si è disputata la Coppa Italia di Serie C. Tuttavia le vespe disputano la Coppa Italia nazionale a settembre, dove nel primo turno superano (2-1) la Tritium, squadra lombarda di Trezzo d'Adda, mentre nel secondo turno escono dal torneo sconfitte (2-0) a Pisa.

## Divise e sponsor
Lo sponsor tecnico per la stagione 2020-2021 è Givova, mentre sono assenti gli sponsor ufficiali.

## Organigramma societario
Area direttiva
- Presidente: Andrea Langella
- Vicepresidente: Vincenzo D'Elia
- Soci: Andrea Langella, Giuseppe Langella
- Direttore Generale: Clemente Filippi

Area amministrativa
- Amministratore Unico: Vincenzo Todaro
- Segretario Generale e Contabilità: Raffaele Persico
- Assistente Contabilità e Segreteria Amministrativa: Nicola Scarica
- Assistente Segreteria: Mario Lovallo

Area comunicazione e marketing
- Responsabile Comunicazione: Ciro Novellino
- Ufficio Stampa: Michele Avitabile, Pio Francesco Schettino
- Ufficio Marketing: Felice Biasco
- Supporter Liaison Officer (SLO): Pasquale Martinelli
- Addetto agli Arbitri: Giulio Vuolo Zurlo
- Delegato Sicurezza: Costantino Peccerillo
- Accoglienza Squadra Ospiti: Giovanni Savastano, Gianni Somma

Area sportiva
- Direttore sportivo: Filippo Ghinassi
- Club Manager: Giovanni Improta
- Team Manager: Giuseppe Di Maio
- Responsabile Settore Giovanile: Saby Mainolfi
- Direttore Settore Giovanile: Roberto Amodio
- Segretario Settore Giovanile: Vincenzo Esposito
- Fotografo Settore Giovanile: Antonio Gargiulo
- Referente Scuole Calcio Affiliate: Alfonso Todisco, Antonio Gargiulo
- Dirigenti Settore Giovanile: Vincenzo Buonomo, Salvatore Avallone, Lorenzo D’Orsi, Giovanni Di Nardo, Mario Zullo, Tommaso Buzzo
- Responsabile Organizzativo: Lucio Provvisiero
- Referente Attività di Base: Francesco Granatello

Area tecnica
- Allenatore: Pasquale Padalino
- Allenatore in seconda: Sergio Di Corcia
- Collaboratore tecnico: Vincenzo Gargiulo
- Preparatore atletico: Paolo Fiore
- Collaboratore preparatore atletico: Roberto Rippa
- Preparatore dei portieri: Carmelo Roselli
- Match Analyst: Andrea Fardone
- Responsabile magazzino: Pasquale Spano
- Magazzinieri: Vincenzo Guida, Sebastiano di Ruocco
- Custode Stadio: Fabio Zurolo

Area sanitaria
- Medico Sociale: Giuseppe Del Vecchio
- Massaggiatore: Ciro Nastro
- Massofisioterapista: Gaetano Nastro
- Osteopata: Emanuele Aversano

## Rosa
Rosa e ruoli sono aggiornati al 5 ottobre 2020.
| N. |                   | Ruolo | Calciatore           |
| -- | ----------------- | ----- | -------------------- |
| 1  | Italia (bandiera) | P     | Matteo Tomei         |
| 2  | Italia (bandiera) | D     | Damiano Lia          |
| 3  | Italia (bandiera) | D     | Alberto Rizzo        |
| 4  | Italia (bandiera) | C     | Marino Grimaldi      |
| 5  | Italia (bandiera) | D     | Alessandro Garattoni |
| 6  | Italia (bandiera) | D     | Nicholas Allievi     |
| 7  | Italia (bandiera) | C     | Alessandro Mastalli  |
| 8  | Italia (bandiera) | C     | Jacopo Scaccabarozzi |
| 9  | Italia (bandiera) | A     | Niccolò Romero       |
| 10 | Italia (bandiera) | A     | Accursio Bentivegna  |
| 11 | Italia (bandiera) | A     | Gianmaria Stoecklin  |
| 13 | Italia (bandiera) | D     | Erasmo Mulè          |
| 14 | Italia (bandiera) | C     | Luca Berardocco      |
| 15 | Italia (bandiera) | C     | Edoardo Iannoni      |
| 16 | Italia (bandiera) | C     | Andrea Bovo          |
| 17 | Italia (bandiera) | A     | Mariano Guarracino   |

| N. |                      | Ruolo | Calciatore           |
| -- | -------------------- | ----- | -------------------- |
| 19 | Italia (bandiera)    | D     | Roberto Codromaz     |
| 20 | Danimarca (bandiera) | D     | Magnus Troest        |
| 21 | Italia (bandiera)    | C     | Andrea Vallocchia    |
| 23 | Italia (bandiera)    | P     | Daniele Lazzari      |
| 24 | Italia (bandiera)    | A     | Francesco Golfo      |
| 25 | Italia (bandiera)    | P     | Danilo Russo         |
| 26 | Italia (bandiera)    | C     | Giovanni Volpicelli  |
| 27 | Italia (bandiera)    | P     | Biagio Maresca       |
| 28 | Italia (bandiera)    | D     | Francesco Sigismondo |
| 29 | Argentina (bandiera) | A     | Sergio Bubas         |
| 29 | Italia (bandiera)    | A     | Gennaro Borrelli     |
| 30 | Romania (bandiera)   | C     | Sergiu Suciu         |
| 31 | Italia (bandiera)    | C     | Alessandro Oliva     |
| 32 | Italia (bandiera)    | A     | Iacopo Cernigoi      |
| 33 | Italia (bandiera)    | C     | Tommaso Fantacci     |

## Risultati

### Serie C

#### Girone di andata
| Arbitro: | Colombo (Como) |

|               |           |                                 |
| N. Romero 36’ | Marcatori | 63’ (aut.) A. Rizzo 69’ Starita |

| Arbitro: | Cudini (Fermo) |

|  |           |                     |
|  | Marcatori | 88’ (rig.) Mastalli |

| Arbitro: | N. Marini (Trieste) |

|             |           |  |
| Tonucci 24’ | Marcatori |  |

| Arbitro: | Di Graci (Como) |

|                             |           |            |
| Garattoni 80’ N. Romero 93’ | Marcatori | 51’ Ekuban |

| Avellino 19 ottobre 2020, ore 21:00 CEST 5ª giornata | Avellino            | 0 – 0 | Juve Stabia | Stadio Partenio-Adriano Lombardi\| Arbitro: \| Maranesi (Ciampino) \| |
| Arbitro:                                             | Maranesi (Ciampino) |       |             |                                                                       |

| Arbitro: | Cosso (Reggio Calabria) |

|                             |           |  |
| Mastalli 60’ Vallocchia 94’ | Marcatori |  |

| Arbitro: | Pashuku (Albano Laziale) |

|                 |           |  |
| A. Arrigoni 49’ | Marcatori |  |

| Arbitro: | Perri (Roma) |

|              |           |  |
| Fantacci 85’ | Marcatori |  |

| Arbitro: | Angelucci (Foligno) |

|                            |           |  |
| Montalto 21’ Antenucci 41’ | Marcatori |  |

| Arbitro: | Carella (Bari) |

|                     |           |                          |
| Mastalli 90’ (rig.) | Marcatori | 5’ Saraniti 73’ Floriano |

| Arbitro: | D'Ascanio (Ancona) |

|              |           |             |
| Codromaz 11’ | Marcatori | 47’ Rainone |

| Arbitro: | Monaldi (Macerata) |

|                        |           |  |
| Romero 4’ Fantacci 50’ | Marcatori |  |

| Arbitro: | F. Longo (Paola) |

|            |           |               |
| Romero 12’ | Marcatori | 38’ Mendicino |

| 5 dicembre 2020 14ª giornata |  | – Turno di riposo Juve Stabia |  |  |

| Arbitro: | Cudini (Fermo) |

|                       |           |  |
| Orlando 32’ Bubas 77’ | Marcatori |  |

| Arbitro: | Fiero (Pistoia) |

|                         |           |                       |
| Corapi 43’ Riccardi 76’ | Marcatori | 69’ Orlando 86’ Golfo |

| Arbitro: | Kumara (Verona) |

|  |           |                              |
|  | Marcatori | 44’ Turchetta 90+1’ Castaldo |

| Arbitro: | Colombo (Como) |

|                  |           |                       |
| Dell'Agnello 87’ | Marcatori | 62’ (rig.) Berardocco |

| Arbitro: | Ricci (Firenze) |

|  |           |                                         |
|  | Marcatori | 28’ Peralta 43’ Suagher 51’ Vantaggiato |

#### Girone di ritorno
| Arbitro: | Bitonti (Bologna) |

|                                            |           |                                 |
| Starita 38’, 90+5’ Paolucci 46’ Bunino 85’ | Marcatori | 5’ Orlando 9’ (rig.) Berardocco |

| Arbitro: | Zamagni (Cesena) |

|                                    |           |  |
| Berardocco 33’ (rig.) Borrelli 42’ | Marcatori |  |

| Arbitro: | Panettella (Bari) |

|                   |           |               |
| Scaccabarozzi 42’ | Marcatori | 64’ Maldonado |

| Arbitro: | Turrini (Firenze) |

|  |           |             |
|  | Marcatori | 86’ Orlando |

| Arbitro: | N. Marini (Trieste) |

|  |           |             |
|  | Marcatori | 86’ Maniero |

| Arbitro: | Zufferli (Udine) |

|           |           |                               |
| Bubas 20’ | Marcatori | 40’ (rig.) Marotta 86’ Troest |

| Arbitro: | Tremolada (Monza) |

|              |           |              |
| Borrelli 50’ | Marcatori | 56’ Ferreira |

| Arbitro: | Di Marco (Ciampino) |

|  |           |              |
|  | Marcatori | 64’ Borrelli |

| Arbitro: | Perenzoni (Rovereto) |

|  |           |                 |
|  | Marcatori | 44’, 47’ Marras |

| Arbitro: | Cudini (Fermo) |

|                  |           |                                              |
| Luperini 6’, 83’ | Marcatori | 27’ Berardocco 48’ Fantacci 67’, 71’ Marotta |

| Arbitro: | Nicolini (Brescia) |

|                                            |           |              |
| Marotta 22’ (rig.), 24’, 53’ Garattoni 55’ | Marcatori | 33’ Giannone |

| Arbitro: | Crezzini (Siena) |

|  |           |             |
|  | Marcatori | 32’ Marotta |

| Arbitro: | De Tommaso (Rieti) |

|          |           |                              |
| Diop 29’ | Marcatori | 17’ Marotta 47’, 52’ Caldore |

| 28 marzo 2021 33ª giornata |  | – Turno di riposo Juve Stabia |  |  |

| Arbitro: | Zufferli (Udine) |

|  |           |                         |
|  | Marcatori | 22’ Marotta 34’ Orlando |

| Arbitro: | Moricomi (Roma) |

|  |           |            |
|  | Marcatori | 53’ Pierno |

| Arbitro: | Maggio (Lodi) |

|                          |           |                                          |
| Cuppone 50’ Castaldo 67’ | Marcatori | 7’ Berardocco 19’ Vallocchia 52’ Marotta |

| Arbitro: | Giaccaglia (Jesi) |

|                               |           |  |
| Borrelli 14’ Marotta 53’, 64’ | Marcatori |  |

| Arbitro: | Costanza (Agrigento) |

|                               |           |                                                                     |
| Suagher 59’ Raičević 69’, 75’ | Marcatori | 13’ Fantacci 62’ Orlando 87’ (rig.) Berardocco 90+3’ (aut.) Salzano |

## Playoff
| Arbitro: | Tremolada (Monza) |

|                    |           |              |
| Marotta 88’ (rig.) | Marcatori | 77’ Castaldo |

| Arbitro: | Ricci (Firenze) |

|  |           |                          |
|  | Marcatori | 18’ Valente 66’ Saraniti |

### Coppa Italia
| Arbitro: | Marchetti (Ostia Lido) |

|                              |           |               |
| Aldè 45’ (aut.) Mastalli 87’ | Marcatori | 81’ Marzeglia |

| Arbitro: | V. Marini (Roma) |

|                        |           |  |
| Sibilli 7’, 50’ (rig.) | Marcatori |  |

## Statistiche
Statistiche aggiornate al 5 novembre 2020.

### Statistiche di squadra
| Competizione | Punti | In casa | In casa | In casa | In casa | In casa | In casa | In trasferta | In trasferta | In trasferta | In trasferta | In trasferta | In trasferta | Totale | Totale | Totale | Totale | Totale | Totale | DR |
| Competizione | Punti | G       | V       | N       | P       | Gf      | Gs      | G            | V            | N            | P            | Gf           | Gs           | G      | V      | N      | P      | Gf     | Gs     | DR |
| ------------ | ----- | ------- | ------- | ------- | ------- | ------- | ------- | ------------ | ------------ | ------------ | ------------ | ------------ | ------------ | ------ | ------ | ------ | ------ | ------ | ------ | -- |
| Serie C      | 0     | 0       | 0       | 0       | 0       | 0       | 0       | 0            | 0            | 0            | 0            | 0            | 0            | 0      | 0      | 0      | 0      | 0      | 0      | 0  |
| Coppa Italia | 0     | 0       | 0       | 0       | 0       | 0       | 0       | 0            | 0            | 0            | 0            | 0            | 0            | 0      | 0      | 0      | 0      | 0      | 0      | 0  |
| Totale       | 0     | 0       | 0       | 0       | 0       | 0       | 0       | 0            | 0            | 0            | 0            | 0            | 0            | 0      | 0      | 0      | 0      | 0      | 0      | 0  |

### Andamento in campionato
| Giornata  | 1 | 2 | 3 | 4 | 5 | 6 | 7 | 8 | 9 | 10 | 11 | 12 | 13 | 14 | 15 | 16 | 17 | 18 | 19 | 20 | 21 | 22 | 23 | 24 | 25 | 26 | 27 | 28 | 29 | 30 | 31 | 32 | 33 | 34 | 35 | 36 | 37 | 38 |
| --------- | - | - | - | - | - | - | - | - | - | -- | -- | -- | -- | -- | -- | -- | -- | -- | -- | -- | -- | -- | -- | -- | -- | -- | -- | -- | -- | -- | -- | -- | -- | -- | -- | -- | -- | -- |
| Luogo     | C | T | T | C | T | C | T | C | T | C  | T  | C  | C  | R  | C  | T  | C  | T  | C  | T  | C  | C  | T  | C  | T  | C  | T  | C  | T  | C  | T  | T  | R  | T  | C  | T  | C  | T  |
| Risultato | P | V | P | V | N | V | P | V | P | P  | N  | V  | N  | R  | V  | N  | P  | N  | P  | P  | V  | N  | V  | P  | V  | N  | V  | P  | V  | V  | V  | V  | R  | V  | P  | V  | V  | V  |
| Posizione |   |   |   |   |   |   |   |   |   |    |    |    |    |    |    |    |    |    |    |    |    |    |    |    |    |    |    |    |    |    |    |    |    |    |    |    |    |    |

Fonte:  Classifica Serie C - Girone C, su lega-pro.com.
Legenda:

Luogo: C = Casa; T = Trasferta. Risultato: V = Vittoria; N = Pareggio; P = Sconfitta.